# Grimmia scouleri
Grimmia scouleri là một loài Rêu trong họ Grimmiaceae. Loài này được (Müll. Hal.) Lesq. & James mô tả khoa học đầu tiên năm 1884.